# Jesenice
Jesenice er en by i det nordvestlige Slovenien med et indbyggertal på ca. 13.702 (2023) indbyggere.
Byen ligger ved foden af Karawanken-bjergkæden, tæt ved grænsen til nabolandet Østrig.